# ビュッケン
ビュッケン (ドイツ語: Bücken) は、ドイツ連邦共和国ニーダーザクセン州のニーンブルク/ヴェーザー郡に属すフレッケン（市場の開催など一定の自治権を認められた町村。以下、本項では便宜上「町」と記述する）で、ザムトゲマインデ・グラーフシャフト・ホーヤを構成する自治体の一つである。

## 地理

### 自治体の構成
- アルテンビュッケン
- ビュッケン
- カレ
- デーデンドルフ
- ドゥッデンハンゼン

## 歴史
ビュッケンは教会の活動によって創設された。創設は882年で、当時のブレーメン大司教リンベルトが布教センターとして参事会をビュッケンに設立したのであった。現在のアルテンビュッケンはこれより早い860年の史料に記録されている。1200年頃には、参事会は多くの寄進や寄附によって北ドイツ地方で最も豊かな徴税者の一つとなっていた。ホーヤ伯は1413年の特許状でこの町にフレッケンの特権を授けた。ビュッケンは1974年にビュッケンはザムトゲマインデ・グラーフシャフト・ホーヤの一部となった。

## 行政

### 議会
ビュッケンの町議会は13議席からなる。

### 紋章
図柄は、金地に直立して互いに外を向いた2本の黒いクマの手。赤い爪をつけ、赤い切り口を見せている。その手の間の中央に、紋章の下端から伸びる黒い司教杖。
クマの手は旧領主ホーヤ伯を表す。黒と金の配色もホーヤ伯の紋章の色に倣ったものである。司教杖は参事会教会とブレーメン大司教を示している。紋章の意匠は1413年に制作されたフレッケンの印象デザインとよく似ている。

### 姉妹自治体
- エルトマンスドルフ（ドイツ、ザクセン州。現在はアウグストゥスブルクの一部となっている）

## 文化と見所

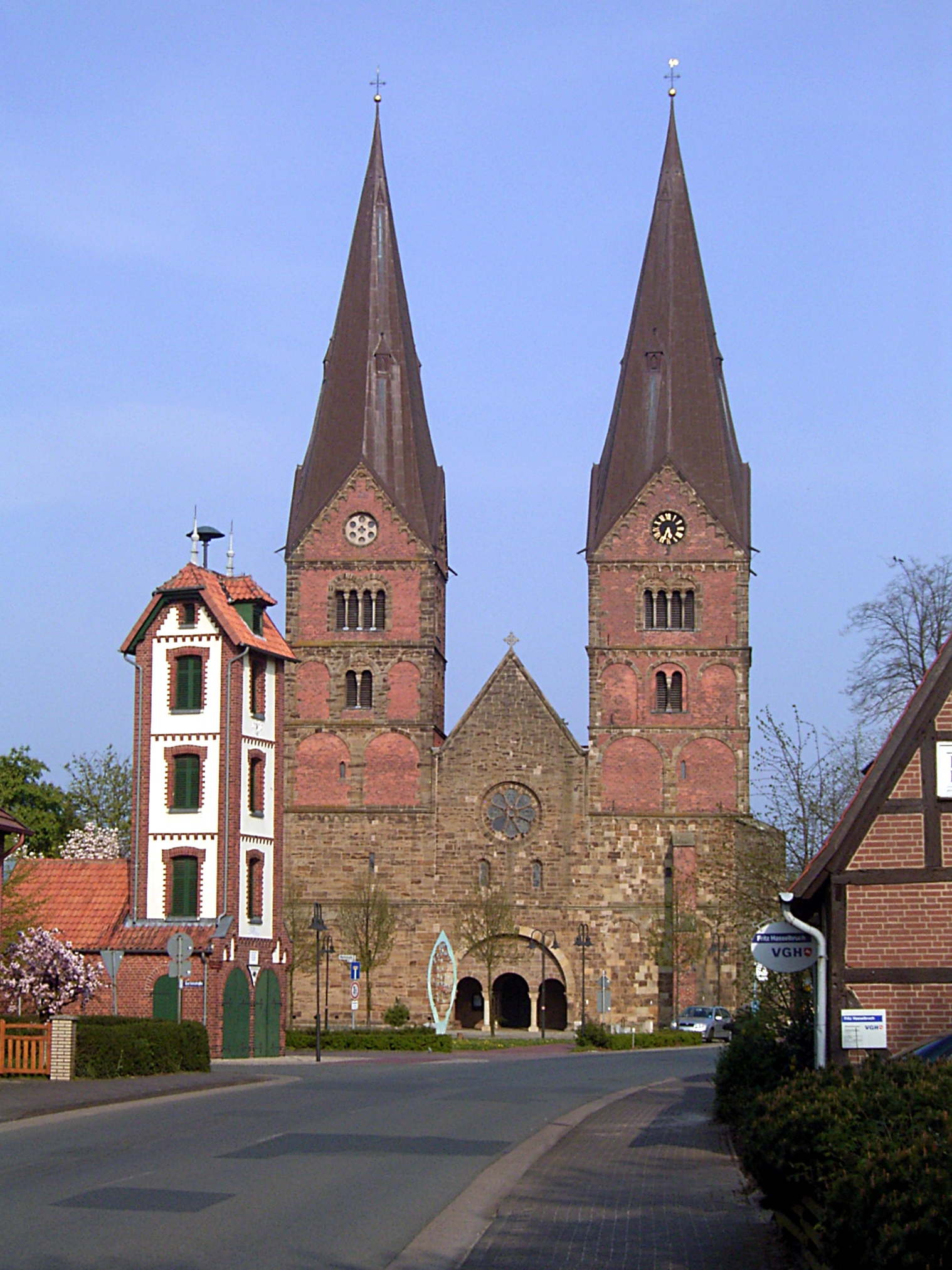
ビュッケン聖堂

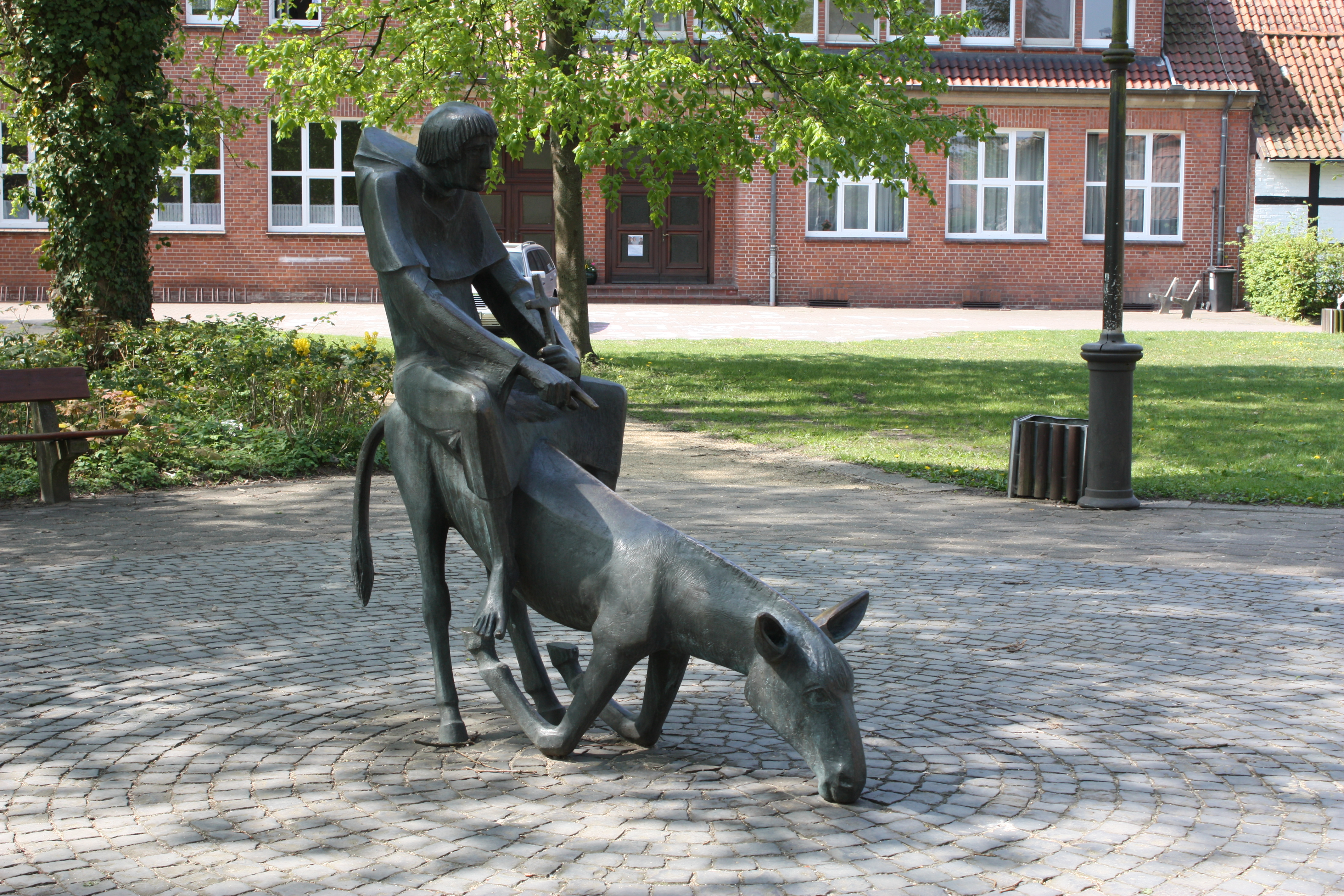
『修道士が乗ったロバ』

### 建築
「ビュッカー・ドーム」（ビュッケン聖堂）とも呼ばれる参事会聖マテルニアーニ・聖ニコライ教会は、2本の塔と12世紀のコンチャ（半円形後陣）を有する三廊式平屋根の列柱バシリカ教会である。主要な芸術品としては、後期ゴシック様式の装飾祭壇（1510年頃）、勝利の十字架（1230年）、ステンドグラス（1250年以前）、説教壇（13世紀）、参事会員席（14世紀）が挙げられる。1648年の参事会廃止後、この教会は荒廃し、1863年 - 1867年に徹底的な修復がなされた。

### 公共空間の芸術
- ビュッケンには「公共空間の芸術」に該当する芸術作品は1つだけである。参事会教会近くのマルクト広場に芸術家 Frijo Müller-Belecke 作のブロンズ像『修道士が乗ったロバ』がある。この像は1982年にビュッケンの創設1100年を記念して制作されたものである。この像はこの町の由来に関する伝説を表現している。
- さらに町内にはシュヴェリンゲンの芸術家ゴットリープ・ポット・ドアの1960年代の作品が2点ある。
  - 国民銀行の板絵
  - 貯蓄銀行の板絵

## 経済と社会資本

### 交通
ビュッケンは交通技術上さほど重要ではない。広域道路網はこの町の町域内を走っていない。ビュッケンからホーヤに至る鉄道沿いには小さな駅が1つある。
ニーンブルク郡交通会社GmbH バス第20系統が1時間ごとに郡庁所在地ニーンブルク/ヴェーザーとホーヤとを結んでいる。

### 教育
- 基礎課程学校 - ビュッケン基礎課程学校の通学圏はビュッケンだけでなくシュヴェリンゲンやヴァルペにまで広がっている。
- 本課程学校（2007年まで）
- 老人介護および介護補助の職業専門学校

## 人物
- ゲオルク・ディートリヒ・ライディング（1664年 - 1710年） - 作曲家。
- カール・コルデヴァイ（1837年 - 1908年） - 1868年および1869年の第1次、第2次ドイツ北極探検隊隊長。